# Slesvigska kriget (1410–1435)
Slesvigska kriget var en väpnad konflikt mellan Kalmarunionen och grevskapet Holstein, stött av ett antal Hansastäder, som varade åren 1410–1435. Kriget berörde hertigdömet Slesvig som både den nordiska unionsdrottningen Margareta och greven av Holstein gjorde anspråk på. Striderna kom att utkämpas i etapper under drygt 25 års tid och slutade i freden i Vordingborg med att greve Gerhard VII av Holstein tillerkändes Slesvig på livstid.

## Upptakten till kriget
Under avsättningskriget mot Albrekt av Mecklenburg var drottning Margareta särskilt angelägen att förhindra eventuella konflikter med Holstein. 1386 överlämnade hon därför Slesvig, ett område i norra Tyskland vid gränsen mot Danmark, till greve Gerhard VI av Holstein.  
Margaretas avsikt var att överlämningen endast skulle vara tillfällig och menade att återfå området så fort Albrekt besegrats. Gerhard ansåg emellertid att han fått Slesvig som ärftligt län. När kriget sedan tog slut i Sverige krävde Margareta att få området tillbaka. 
Gerhard hade då avlidit, men hans bror, Henrik av Lüneburg,  gjorde fortfarande anspråk på Slesvig. Gerhard hade emellertid efterlämnat änkan Katharina Elisabeth samt de tre sönerna, Henrik, Gerhard och Adolf. Elisabet kom omgående i konflikt med svågern och vägrade erkänna hans rätt till området. 
Margareta såg en chans att etablera goda förbindelser med Katharina Elisabeth och bosatte sig för en tid i regionen. Drottningen, tillsammans med adoptivsonen Erik, köpte dessutom upp stora egendomar i Slesvig, i avsikt att stegvis överta länet. Omkring år 1410 återstod endast en tredjedel av landskapet i holsteinska händer. Henrik insåg dock Margaretas avsikter och sådde en split mellan henne och Katharina Elisabeth.

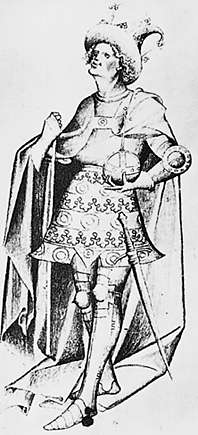
Erik av Pommern, teckning från 1424 av okänd konstnär.
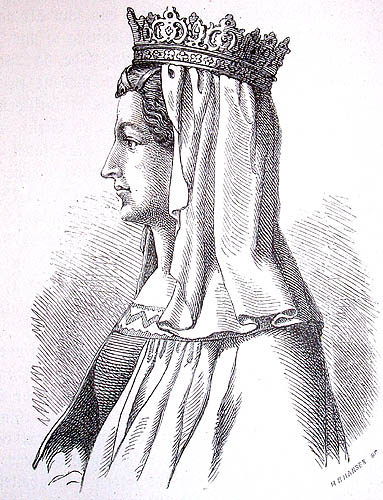
Drottning Margareta, gravyr efter hennes gravmonument i Roskilde domkyrka.
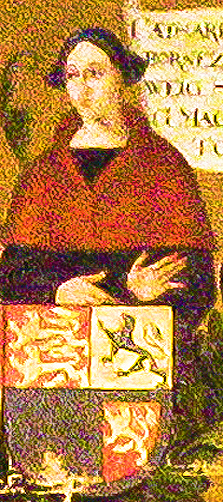
Katharina Elisabeth av Braunschweig-Lüneburg.

## Krigets förlopp

### 1410-1415
Den 17 februari 1410 övergick osämjan till öppet krig då holsteinska riddare intog staden Slesvig. Erik av Pommern, som varit unionskung sedan 1389, trängde då in i Landskapet med två härar. Den ena, som stod under hans eget befäl, ryckte fram längs den östra kusten och erövrade Als. Den andra hären, ledd av den danske riddaren Mogens munk, avancerade brännande och plundrande längs västkusten. Vid Soldrups hed, nära Eggebæk, mötte dock Munks trupper hertig Henriks här och besegrades i grunden. Efter nederlaget ingick de båda parterna den 16 september en förlikning i staden Flensburg. Efter ett kort avbrott slöts även ett vapenstillestånd i Kolding den 24 mars. 

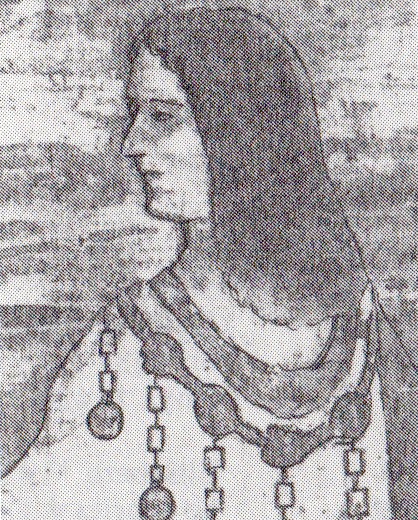
Henrik den milde av Braunschweig-Lüneburg var bror till Katharina Elisabeth och stödde holsteinarna under konfliktens inledningsskede.

Efter två års uppehåll blossade konflikten upp igen år 1412 då  holsteinskt krigsfolk, i strid mot överenskommelserna, intog Flensburg. Drottning Margareta lyckades tillfälligt hindra en eskalering och fick Ulrich I av Mecklenburg-Stargard utsedd till skiljedomare. Ulrich dömde sedan att Flensburg skulle återgå till unionen. Strax därefter kom parterna även överens om ett möte i den danska staden Nyborg. Innan överläggningen hann äga rum avled dock Margareta i pesten. Utan drottningens medverkan rann förhandlingarna ut i sanden, varpå båda sidor inväntade att stilleståndet skulle gå ut. 
Under konfliktens inledande skede fick holsteinarna stöd av Katharina Elisabeths bror, Henrik den milde av Braunschweig-Lüneburg. 

### 1415-1420
Under väntan uppförde Erik fästet Marieborg i trakten kring Flensburg, som skulle fungera som unionens stödjepunkt i området. Han intensifierade samtidigt krigsförberedelserna, skrev ut nya skatter och uppförde en befästningslinje längs sträckan Stubbe-Svavsted.   
På holsteinsk sida drog sig Henrik den milde ur konflikten, samtidigt som Gerhards äldste son Henrik, som tidigare blivit myndig, övertog rollen som hertig.   

1416 löpte stilleståndet slutligen ut. Erik förklarade då genast krig mot holsteinarna och landsteg den 6 juni på ön Femern med en stark här. Unionstrupperna intog sedan fästet Glambæk och lade Slesvig stad under belägring.

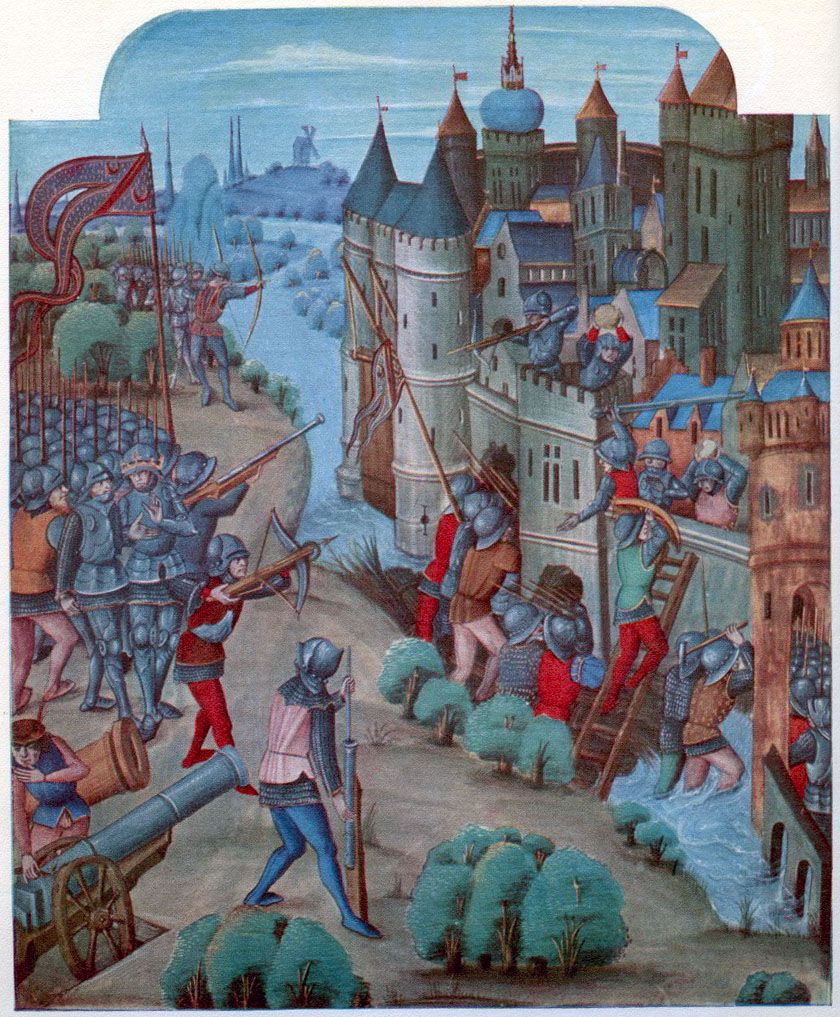
Under belägringen av fästet Glambæk använde sig holsteinarna av artilleri. Vissa menar att detta var första gången i Norden som kanoner användes för att rasera fästningsmurar. Bilden är hämtad ur ett samtida manuskript tillhörande den engelske kungen Edvard IV.

Ejderfriserna, ett folkslag från den slesvigska västkusten, reste sig emellertid mot inkräktarna och erövrade en av Eriks borgar. Bland de döda fanns kungens förtrogne, Rymer Sehested. Fästets fall tvingade Erik att häva belägringen av Slesvig och dra hären norrut. För att ytterligare försvåra situationen för honom, öppnade holsteinarna sina hamnar för alla som hade viljan att bedriva sjöröveri mot unionen. Bland de frivilliga fanns flera f.d. vitaliebröder, som nu såg sin chans att återvända till Östersjön. Under höstmånaderna genomförde  dessutom holsteinarna en motoffensiv mot den retirerande unionshären. Under avancemanget återtog de Femern från Eriks trupper och inneslöt garnisonen i Glambæk. Den danska besättningen bjöd visserligen på hårt motstånd men efter åtta veckors belägring intogs borgen.
De holsteinska framgångarna oroade dock Hansan som inte såg med blida ögon på sjöröveriet. Erik hoppades att hanseaterna skulle gå in på nordisk sida i konflikten men ingenting hände. Istället var det holsteinarna som fick hjälp utifrån. Hertig Johan IV av Mecklenburg, brorson till den förre svenske kungen, skickade förstärkningar till Holstein i form av 400 ryttare. De mecklenburgska knektarna hjälpte sedan holsteinarna att inta det danske fästet Tönder.
Under sommaren samma år inledde Erik en förnyad offensiv och avseglade i slutet av maj med en ny flotta. Då holsteinarna inte visste var kungen ämnade landstiga tvingades de att sprida sina trupper längs kusten. Den 15 juli gick unionshären till slut i land vid Slesvig stad, som kapitulerade efter tre dagars strider. Johan av Mecklenburg, som befann sig i staden, fick fritt avtåg tillsammans med sina män mot löfte att inte delta i ytterligare strider mot unionen.  
Slesvigs fall blottade även fästet Gottorp, som led av proviantbrist. En holsteinsk delegation till Hamburg, ledd av Henrik den äldre, lyckades dock övertala borgarna att sluta upp på deras sida i konflikten. Hamburgarna gick med på att ställa en ansenlig styrka, cirka 600 skyttar, till Holsteins förfogande. Andra tyska furstar anslöt sig också. Med dessa styrkor gick holsteinarna åter till offensiv, men misslyckades att återta Slesvig stad. Då vintern närmade sig gick båda sidor med på ett möte i staden.  
Under förhandlingarna beslöt man att ett vapenstillestånd skulle råda tills den 29 september följande år. Som garanti för att inte bryta mot bestämmelserna gick Erik dessutom med på att tills vidare överlämna Slesvig stad till Hansan. Holsteinarnas bidrag blev det nyerövrdade Tönder.  
Då avtalet trädde i kraft upplöstes unionshären. Under återtåget brände en avdelning svenska knektar ner staden Eckernförde, vilket upprörde holsteinarna till den grad att de intog ett danskt fäste och massakrerade samtliga ur besättningen.  
Året därpå  godkändes, genom Lübsk medling, ett förlängande av vapenvilan. Bestämmelserna respekterades emellertid inte av holsteinarna som bröt mot dessa upprepade gånger. I augusti hölls ett möte i Slesvig gällande förbrytelserna men gav inga större resultat.    

### 1420-1425
Även om stilleståndet fortfarande rådde inleddes fientligheter på nytt år 1420  Holsteinarna utförde räder in på dansk territorium, samtidigt som vitalianerna och fartyg från Hamburg strök härjande längs kusterna.  
Det militära initiativet låg hos holsteinarna som erövrade flera av de danska befästningarna. Erik rustade intensivt för att möta den fientliga framryckningen och skickade ut uppmaningar om nya utskrivningar. Kungen gav även order om att en särskild bön skulle förrättas i samtliga av unionens kyrkor.  
Erik beslöt sig för att möta holsteinarna i ett avgörande slag och avseglade åter med sin flotta mot Femern. Den första landstigningen på ön slogs tillbaka av lokalbefolkningen, understödda av holsteinska trupper. Erik valde därför att istället avgå mot Oldenburg, som intogs och brändes.
I juli samma år återvände även Erik till Femmern. Denna gång skedde landstigningen i öbornas rygg och slutade med att de besegrades i grunden. Erik var förbittrad gentemot lokalbefolkningen och gav trupperna en tids fri plundring. Motgångarna tvingade holsteinarna att gå med på förhandlingar. Parterna träffades den 25 november i Flensburg, där man kom överens att följa  det redan ingångna stilleståndsavtalet. Det bestämdes även att skiljedom skulle fällas vid pingsten.
Skiljedomsmötet ägde sedan rum i maj 1421 på ett fartyg i Femersund. Förhandlingarna gav inga större resultat, men hanseaterna ansåg att frågan skulle föras vidare till den tysk-romerske kejsaren Sigismund. Holsteinarna protesterade mot förslaget då Sigismund var kusin till Erik. Det enda resultatet av mötet blev att stilleståndet förlängdes till 11 november 1423, samt ett nytt skulle hållas i december. Det sistnämnda blev dock aldrig av.

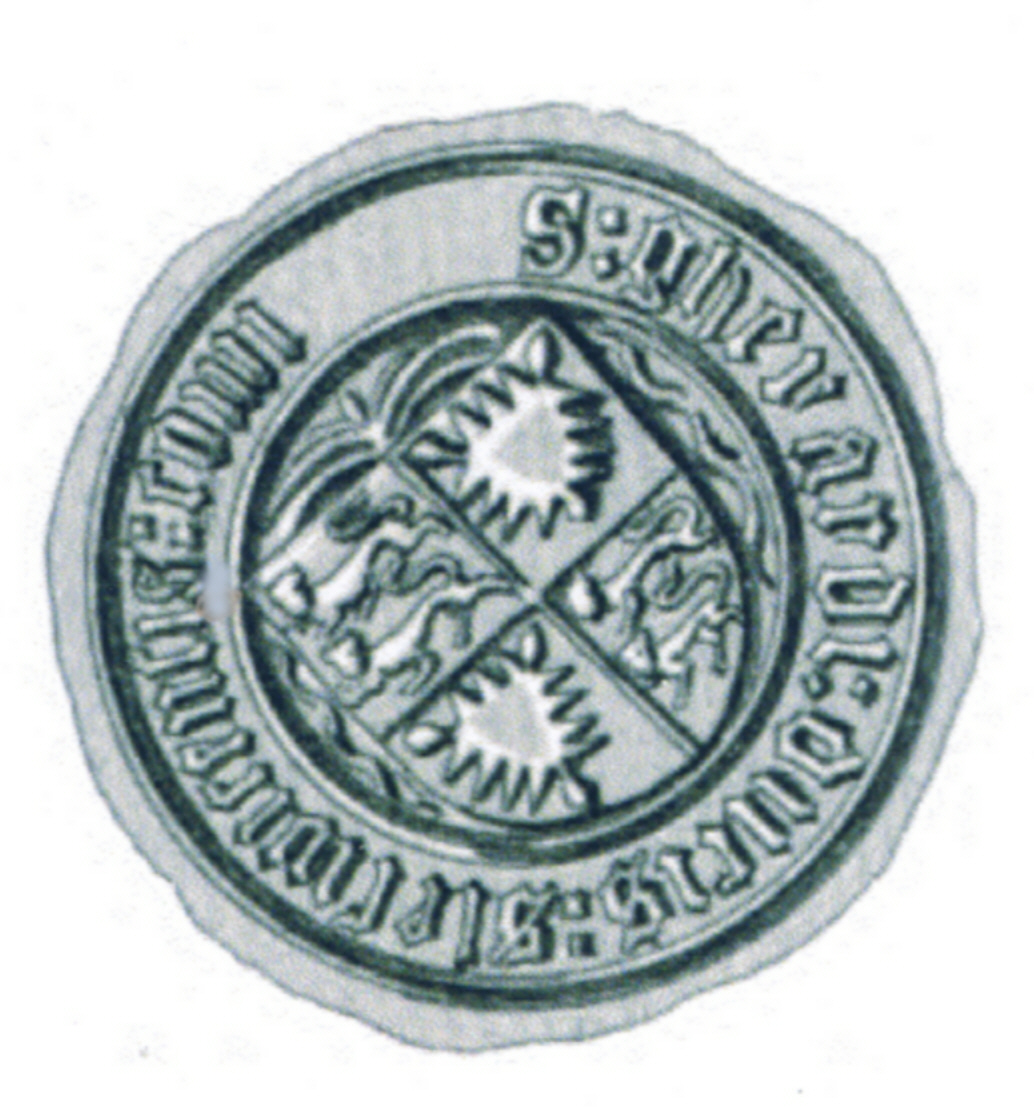
Gerhard VII:s sigill.

1422 gjorde Erik upprepade försök att återta Tönder, men misslyckades. Han försökte även att återerövra fästet Törning, men holsteinska förstärkningar tvingade honom att avbryta belägringen. På nyårsdagen 1423 möttes de båda parterna i Flensburg för ännu ett försök till förhandlingar. Under mötet enades de till slut om att anta kejsaren till skiljedomare.
Kejsarens dom föll den 28 juni 1424. Enligt denna skulle Slesvig tillfalla Erik av Pommern. Erik blev så nöjd över resultatet att han genomförde en pilgrimsresa till Jerusalem, från vilken han återvände i maj följande år. Holsteinarna vägrade emellertid att acceptera Sigismunds beslut och förnyade sina rustningar.  

### 1425-1430
Återkommen från pilgrimsfärden påbörjade Erik betydande krigsförberedelser och införde bland annat exportförbud av livsmedel för att säkra härens försörjning. Offensiven påbörjades under sommaren 1426. Framryckningen riktades mot Slesvig stad som inneslöts från land- och sjösidan. Erik anlade även en befästning mellan Slesvig och Gottorp, som döptes till Avindsborg.  Slesvigs garnison höll dock ut mot anfallarna, samtidigt som holsteinska fartyg försvårade trupptransporterna. Det största bakslaget för unionen var att fästet Glambæk, som tidigare återerövrats, åter föll i holsteinska händer den 20 september. 
Samtidigt som strider rasade i Slesvig lyckade holsteinarna leja Biskopsdömet Bremen och riksstaden Lüneburg  till sin sida. Båda städerna gick med på att skicka förstärkningar, vilka tvingade Erik att än en gång avbryta belägringen av Slesvig. Henrik VII, som ledde framryckningen,  förföljde sedan de retirerande unionstrupperna och intog en befäst kvarn mellan Slesvig och Flensburg. 
I slutet av april 1427 avseglade en hanseatisk flotta på ca 15 större och ett flertal mindre fartyg mot Danmark. Hanseaterna förenade sig sedan med skepp från Holstein och ett antal av vitalianernas fartyg. Den allierade flottan seglade därefter upp mot den danska kusten som utsattes för en genomgående plundring. 
På Henrik VII:s anmodan avseglade sedan fartygen till Flensburg. Garnisonen under riddaren Morten Jenssen Gyrsting inneslöts från både sjö- och landsidan. De allierade beslöt sig för att invänta ankomsten tungt artilleri och kom överens om att storma staden först den 29 maj. 
Anfallarnas passivitet hånades av unionstrupperna på stadsmurarna och ilskan växte, särskilt bland knektarna från Hamburg. Natten till den 29 gick därför hamburgarna ensamma till anfall mot staden. Henrik VII väcktes av stridslarmet och anslöt sig personligen till striden för att hindra sina allierade att inta staden på egen hand. Trots  varningar gick hertigen i spetsen för anfallet och sårades dödligt för att sedan avlida följande natt. 

Med Henriks död övergick befälet till hans yngre bror Adolf. Följande morgon stod det klart att stormningen hade misslyckats. Nederlaget tvingade de allierade att avbryta belägringen och återvända varifrån de kommit. Rådmannen Kletze, som påbörjade den misslyckade stormningen, åtalades efter återkomsten för förräderi och avrättades. 

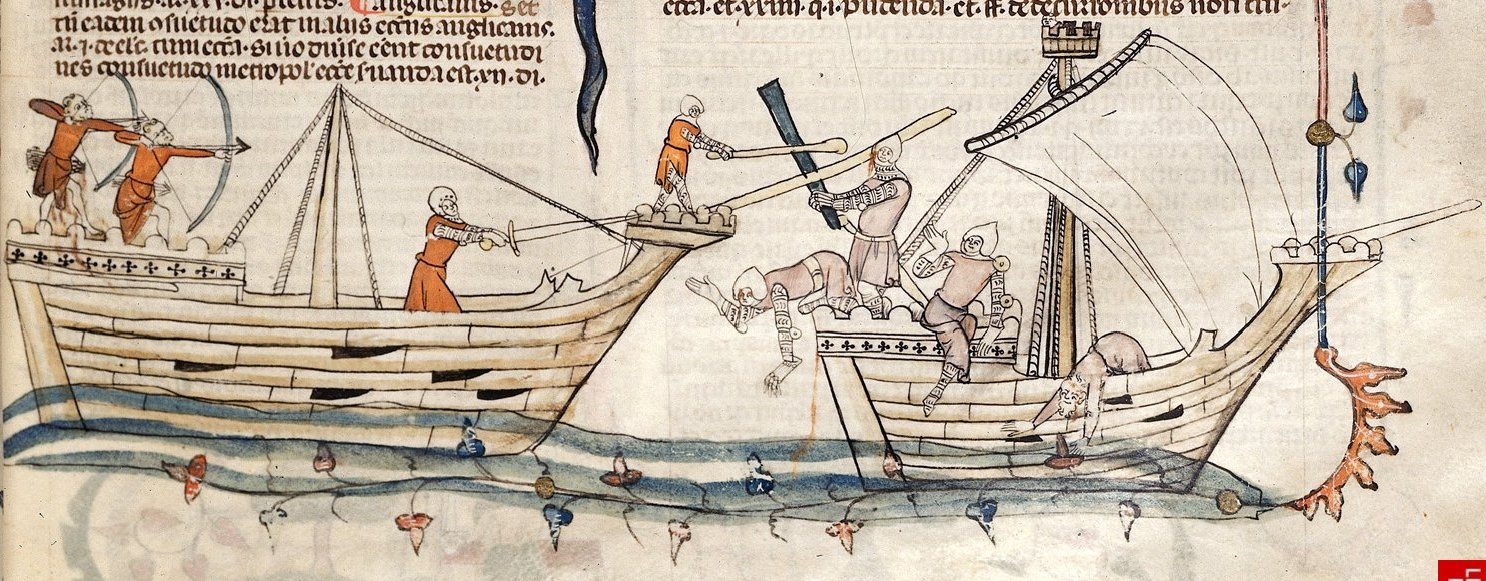
Bordning var det härskande stridssättet i medeltida sjökrigföring. Striderna under slaget vid Köpenhamn bör gestaltat sig på liknande sätt som på denna engelska illustration från sent 1300-tal.

Under sommaren förbättrades det strategiska läget för kung Erik. Förstärkningar anlände från Sverige och Norge, samtidigt som engelska och holländska fartyg anslöt sig till hans flotta. Förstärkningarna gav Erik möjlighet att spärra Öresund för Hansans fartyg, vilket tvingade hanseaterna att sända en flotta på 36 skepp till Öresund. Det följande slaget slutade med ett kännbart nederlag för Hansan, som tvingades dra sig ut ur sundet. 
Framgången blev dock kortlivad då Hansan gjorde ett nytt försök redan följande år. För operationen hade städerna samlat en betydande styrka i vilken enbart Lübeck ställde upp med 2 000 man. Den totala hanseatiska styrkan uppgick till 6 800 man. Tyskarna planerade att slå till innan unionsflottan hann samlas och för att en belägring av Köpenhamn, som led brist på folk och livsmedel. 
Den 5 april avseglade flottan från Wismar under befäl av de nyutnämnde Gerhard VII av Holstein. Fartygen nådde fram till staden redan följande dag men flottan förhöll sig därefter passiv tills proviantbrist tvingade den att återvända till Wismar. Hanseaterna återvände dock den 8 juni året därpå. En hård artilleriduell utkämpades sedan mellan skeppen på redden danska kanoner på murarna och pråmar i hamnen.  
Artillerielden gav endast begränsade resultat men snart uppstod oenighet inom den allierade ledningen. Medan Gerhard yrkade för ett anfall Flensburg, ville städernas representanter avsegla mot Bornholm för att proviantera. Efter upprepade diskussioner avseglade man mot Bornholm, som tvingades betala en dryg brandskatt i from av livsmedel. Flottan avseglade därefter mot tyska kusten, men skingrades av en storm.  
Trots motgångarna lyckade de allierade värva hertig Vilhelm av Lüneburg till sin sida. Vilhelm bidrog med 300 knektar med vilka han sedan trängde in i Eriks del av Slesvig och intog slottet Brundlund. För detta belönades han med 20 000 lübska mark. 
I april 1429 gick vitalianerna med sju fartyg till attack mot den norska staden Bergen. Den norska Ledungsflottan mobiliserades och mötte anfallarna men besegrades. Segern gav vitalianerna möjlighet att inta staden, som plundrades. Unionen svarade med att samla en flottstyrka på 80 skepp med 1 800 man för ett anfall mot Stralsund. Borgarna hade visserligen länge förberett sig på attacken, men trots detta började anfallet framgångsrikt. Misslyckandet att forcera stadsmurarna i samverkan med ogynnsamma vindar tvingade dock danskarna att avsegla mot Wolgast. Anfallet förnyades den 8 maj, men vid det laget hade borgarna fått förstärkningar och kastade tillbaka danskarna, som drog sig undan i oordning. Bland de danska förlusterna fanns 300 krigsfångar.    
För att öka inkomsterna till kronan under krigsansträngningarna, införde Erik detta år en tullavgift för passage genom Öresund. Tullen riktades främst mot Hansans fartyg.  

### 1430-1435

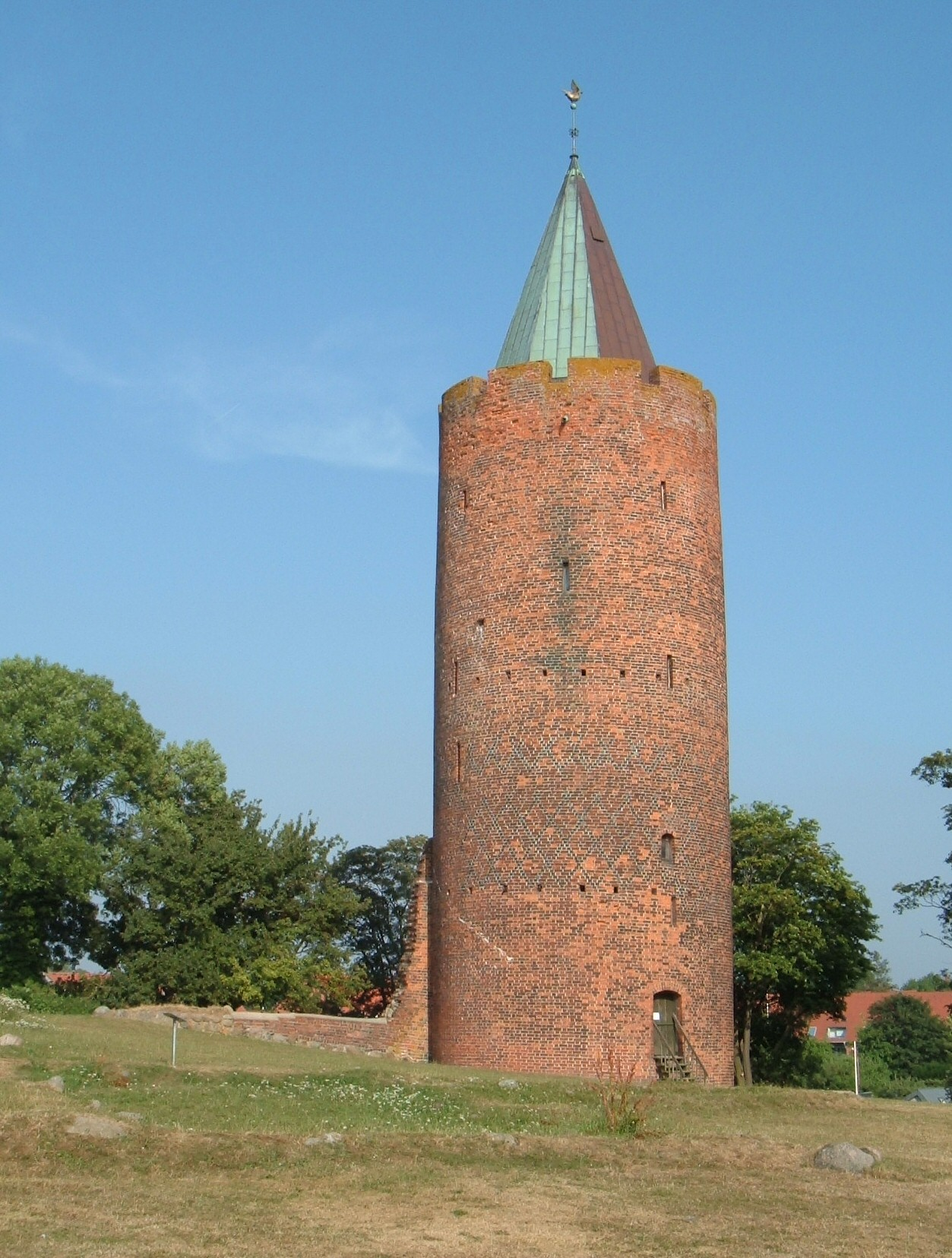
Gåstornet, den sista resten av Vordingborgs slott där förhandlingarna mellan unionen, holsteinarna och Hansan ägde rum.

Hansan, som var under ständigt tryck från den tysk-romerske kejsaren att avsluta konflikten, önskade inte ett förlustbringande krig och fick till stånd ett nytt möte i Nyköping i juli 1430. Detta hölls endast mellan Erik av Pommern och hanseaterna. I början kunde Hansan inte acceptera kungens krav för en eventuell fred, men då Rostock och Stralsund gick med på hans villkor lovade de övriga städerna att återkomma med svar i februari följande år. Under året genomförde även danskarna under Erik Krummedige ett misslyckat försök att återerövra Als.
1431 ökade krigströttheten i Sverige och Norge och rustningarna blev allt svagare. I början av året genomförde holsteinarna, med hjälp från hansan, en offensiv i Slesvig med Flensburg som mål. Staden lades omgående under belägring och stormades på psalmsöndagen den 25 mars. 
Några av borgarna, som sympatiserade med holsteinarna, såg till att stadsportarna inte låsts ordentligt. Anfallet kom som en fullständig överraskning för Eriks anhängare, men ett mindre antal lyckades ändå sätta sig i säkerhet i slottet Marieborg. Morten Jensen Gyrsting ledde sedan försvaret av slottet med cirka 600 man. Den danska styrkan led dock brist på proviant.  
Holsteinska trupper skar effektivt av försörjningen från landsidan, men sjösidan stod fortfarande öppen. Erik var angelägen att inte förlora sitt huvudfäste i Slesvig och skickade ut riddaren Erik Krummedige med en flottstyrka för att undsätta slottet. Samtidigt samlade kungen fler fartyg för att hålla garnisonen försörjd så länge som möjligt. Hanseaterna genomskådade dock kungens planer och skickade fartyg för att hejda danskarna. Hanseaterna nådde först fram till slottet och kunde effektivt stoppa alla försök att försörja Gyrstings män. Den 7 september kapitulerade slutligen Marieborg mot löfte om fritt avtåg för garnisonen.
När budet om slottets fall nådde Erik förlorade han allt hopp om att kunna besegra holsteinarna och gick med på seriösa fredsförhandlingar. Efter de senaste striderna bestod unionens landinnehav i Slesvig endast av en smal landremsa intill danska gränsen. På initiativ från Lübeck hölls ett fredsmöte i Horsens, som slutade med att ett stillestånd slöts mellan unionen och Holstein, vilket skulle råda till den 29 september 1437. Man kom också överens om att mötas på nytt Svendborg den 1 maj 1433, samt att de borgar som erövrats av holsteinarna skulle behållas av dessa tills vidare. En kort tid senare slöts ett liknande avtal med hansestäderna som innebar att handeln skulle återupprättas som den varit före kriget.

## Freden i Vordingborg
Det definitiva slutet på konflikten kom 1435 med ett möte på Vordingborgs slott. Förhandlingarna med Holstein avslutades mellan den 15 och 17 juli 1435 i freden i Vordingborg. Erik tvingades att erkänna hertig Gerhards innehav av Slesvig på livstid, samt att området skulle tillfalla dennes efterlevande under två års tid. Freden med Hansan slöts på villkor att förbundet återfick sina tidigare privilegier i de nordiska rikena. Hanseaterna tolkade dock villkoren som att de i framtiden skulle slippa den nya öresundstullen, men Erik fortsatte trots detta att ta upp denna.

## Följder
Kriget om Slesvig kom att få omfattande konsekvenser i Norden. På grund av de stora krigskostnaderna höjdes skatterna inom unionen. Konflikten innebar också att stora delar av de tre rikena effektivt skars bort från handeln på Östersjön, vilket i sin tur ledde till en svår ekonomisk kris. I Sverige kom detta, i samverkan med andra problem, att leda till Engelbrektsupproret och på lång sikt till störtandet av Erik från tronen. 